# Volo Alitalia 4128
Il volo Alitalia 4128 fu un volo di linea partito dall'aeroporto di Roma-Fiumicino e diretto Palermo-Punta Raisi operato da un Douglas DC-9 di Alitalia che il 23 dicembre 1978 si schiantò in mare poco prima dell'atterraggio, uccidendo 108 delle 129 persone a bordo.
Fu la seconda tragedia che riguardò lo scalo palermitano dopo quella del 1972 del volo Alitalia 112 e prima della strage di Ustica del 1980. L'incidente fu attribuito a un errore dei piloti nell'eseguire le procedure per un atterraggio notturno.

## L'incidente
Il volo Alitalia 4128 era un volo di linea tra l'aeroporto di Roma-Fiumicino e Palermo-Punta Raisi con 129 tra passeggeri e membri dell'equipaggio a bordo. Il 23 dicembre 1978, alle ore 00:38, il McDonnell Douglas DC-9-32 dell'Alitalia I-DIKQ "Isola di Stromboli" impattò sul Mar Tirreno a circa 3 km a nord dell'aeroporto, sito nel comune di Cinisi, mentre era nella fase di avvicinamento finale alla pista 21 (oggi denominata 20 per via della variazione della declinazione magnetica e quindi dell'orientamento magnetico della pista).
Morirono 108 persone, compresi tutti i 5 membri dell'equipaggio. Tra le vittime vi furono anche l'autore televisivo Enzo Di Pisa e la sua famiglia.  La maggior parte delle vittime perì per via dell'impatto mentre alcuni persero la vita per le temperature rigide dell'acqua marina o per annegamento. 
Sopravvissero all’incidente 21 passeggeri, recuperati dalle vicine barche da pesca a causa della inefficienza delle due imbarcazioni di salvataggio allora disponibili che non furono in grado di prendere il mare dal porto di Terrasini a causa di guasti.

## Il recupero
Il relitto del DC-9 venne recuperato pochi giorni dopo l'incidente insieme alle salme delle vittime, anche se si frammentò ulteriormente durante le operazioni di sollevamento provocando la dispersione di alcuni cadaveri in esso contenuti. Alla fine delle operazioni, che si protrassero per alcuni giorni, vennero recuperate 91 salme mentre altre 17 risultarono disperse e non furono più ritrovate, mentre i resti del DC-9 vennero dapprima sbarcati su un molo del porto di Palermo per poi essere destinati a un'area apposita all'interno dell'aeroporto di Palermo Boccadifalco e, infine, ultimate le indagini, finire ammassati presso alcuni depositi di rottami in periferia di Palermo.

## La causa
L'incidente fu attribuito a un errore dei piloti Sergio Cerrina e Nicola Bonifacio, che avrebbero ritenuto di essere più vicini all'aeroporto di arrivo di quanto in realtà fossero e decisero di effettuare la discesa finale prematuramente. La parte iniziale della discesa fu effettuata in volo strumentale con avvicinamento VOR/DME per la pista 21 fino a due miglia dall'arrivo, poi l'equipaggio interruppe la discesa a 150 piedi (50 m) di quota sul mare e passò a pilotare manualmente cercando di individuare la soglia della pista, perdendo però altra quota. I piloti proseguirono la manovra, ormai divenuta pericolosa, in quanto non si scorgevano le luci dell'aeroporto. Negli ultimi nove secondi del volo, però, il DC-9 volò quasi allo stesso livello del mare, alla velocità di 150 nodi (280 km/h). Un colpo di vento fece perdere la pochissima quota residua e l'aereo impattò l'acqua con l'ala destra, spezzandosi in due tronconi e affondando. 
Secondo quanto dichiarato in seguito da alcuni piloti, l'incidente potrebbe essere stato causato da un'illusione ottica che avrebbe tratto in errore i piloti: di notte infatti, con particolari condizioni meteo (in particolare con copertura nuvolosa a bassa quota) le luci della pista possono riflettersi sulle nubi e in acqua, dando l'impressione che la pista si trovi alcune centinaia di metri prima della sua posizione reale. Il disorientamento tra le informazioni degli strumenti avute durante la prima fase dell'avvicinamento e questa illusione ottica avrebbe contribuito all'incidente, insieme all'inadeguata illuminazione e all'indisponibilità di sistemi ILS per l'avvicinamento e l'atterraggio strumentale sulla pista 21, e a una non ottimale comunicazione radio tra l'equipaggio e l'ente di controllo interessato (Palermo Radar/Approach) che introdusse ulteriori margini di incertezza sulla posizione stimata dell'aereo da parte dei piloti.

## Galleria d'immagini
Alcune foto effettuate ai rottami dell'aereo presso uno sfasciacarrozze sito tra l'ingresso a Palermo e la cittadina di Villabate nel 1988.

Particolare di un motore
La cabina di pilotaggio e la coda
Fusoliera e un'ala
L'interno della cabina